# Симеон Метафраст
Свети Симеон Метафраст или Симеон Логотет (на гръцки: Συμεών Μεταφραστής) е византийски учен и книжовник, участвал и в управлението на страната.
Приживе се прочува с благочестивия си живот, а след смъртта си е обявен за светец. Празникът му е на 9 ноември, а житието и църковна служба в негова чест са отначало съставени от Михаил Псел.

## Биография
Симеон Метафраст е съвременник на възхода на империята при императорите Никифор Фока и Йоан Цимисхий.

## Творчество
Виден хронист на византийската църковна и светска история (пише за Фригийската и Македонската династия и въобще за събитията между  813 и 948 г.). Автор е на „Жития на светци“ („Синаксарион“), съдържащи негови преразкази на популярни жития, както и на сборник поучителни изречения, речи, писма и черковни песни. Част от творчеството му е поезия.